# Raiamas
Raiamas és un gènere de peixos de la família dels ciprínids i de l'ordre dels cipriniformes.

## Taxonomia
- Raiamas ansorgii (Boulenger, 1910)[2][3]
- Raiamas batesii (Boulenger, 1914)[4]
- Raiamas bola (Hamilton, 1822)[5]
- Raiamas buchholzi (Peters, 1876)[6]
- Raiamas christyi (Boulenger, 1920)
- Raiamas guttatus (Day, 1870)[7]
- Raiamas intermedius (Boulenger, 1915)
- Raiamas kheeli (Stiassny, Schelly & Schliewen, 2006)[8]
- Raiamas levequei (Howes & Teugels, 1989)[9]
- Raiamas longirostris (Boulenger, 1902)[10]
- Raiamas moorii (Boulenger, 1900)[11]
- Raiamas nigeriensis (Daget, 1959)[12]
- Raiamas salmolucius (Nichols & Griscom, 1917)[13]
- Raiamas scarciensis (Howes & Teugels, 1989)[9]
- Raiamas senegalensis (Steindachner, 1870)[14]
- Raiamas shariensis (Fowler, 1949)[15]
- Raiamas steindachneri (Pellegrin, 1908)[16][17][18][19][20][21][22][23]